# Melanagromyza submetallescens
Melanagromyza submetallescens este o specie de muște din genul Melanagromyza, familia Agromyzidae, descrisă de Spencer în anul 1966.
Este endemică în Germania. Conform Catalogue of Life specia Melanagromyza submetallescens nu are subspecii cunoscute.